# Blue Smoke
Blue Smoke é um telefilme produzido nos Estados Unidos em 2007, dirigido por David Carson e com atuações de Alicia Witt, Matthew Settle e Scott Bakula. Foi estreado em 12 de fevereiro de 2007 no Lifetime.